# یورکوفکا
یورکوفکا (انگلیسی: Yurkovka) یک شهرک در شهرستان فیودوروفسکی استان باشقیرستان کشور روسیه است.